# El funeral
El funeral (The funeral en el seu títol original en anglès als Estats Units) és una pel·lícula de l'any 1996 dirigida per Abel Ferrara i protagonitzada per Christopher Walken i Chris Penn, la qual fou emesa a TV3 per primera vegada el 8 d'abril del 2000.

## Argument
El Bronx de Nova York, anys trenta del segle xx. Johnny Tempio (Vincent Gallo) és assassinat quan ix d'un cinema. Sembla que els seus botxins han estat els Spoglia, clan mafiós rival. Ray (Christopher Walken), un tipus fred, intel·ligent i cruel, però temorós de Déu, rememora durant el funeral les causes que han portat a la mort del germà. Un tercer germà, Chez (Chris Penn), és un malalt mental, torturat per obsessius i violents records. Ray anhela venjar-se i, així, alleujar el seu dolor. Però la seua esposa, Jean (Annabella Sciorra), i la seua cunyada, Clara (Isabella Rossellini), intenten persuadir-lo per a evitar una destructiva guerra entre famílies.

## Context històric i artístic
El funeral és un tempestuós disseccionador dels ressorts de la violència i un malaltís explorador dels processos autodestructius de l'individu. Abel Ferrara i el guionista Nicholas St. John, plegats, van retornar al clàssic argument de la rivalitat entre clans mafiosos italoamericans, ara aprofundint en els entrellats d'una poderosa família del Bronx novaiorquès, obstinada en perpetuar un molt arrelat codi de valors nodrits per l'honor, la lleialtat i la sang. El retrat parentiu és forjat amb gelosies fraternals, records amenaçadors i presències espectrals que només el desencadenament de la violència més extrema sembla poder silenciar. Però el film encara va més enllà, glossant les antigues tradicions, el catolicisme, el sentiment de la mort i el temor a Déu, que contraposa a l'obsessiva idea de la venjança. Això fonamenta un relat sòrdid i desassossegat, gairebé apocalíptic, una característica poc habitual en el cinema negre. Ferrara, que va créixer molt a prop dels carrers on transcorre el relat, obté l'atmosfera òptima per a cadascuna de les seqüències, estableix amb rigor les pautes de la narració (molt seca, amb ús d'el·lipsis i salts enrere) i gradua els conflictes dramàtics fins que adquireixen proporcions d'autèntica tragèdia clàssica. Compta amb un grup d'actors preeminents i involucrats amb l'escruixidora història, ressaltant Chris Penn, Benicio del Toro, Annabella Sciorra i, com a substitut de l'inicialment contractat Nicolas Cage, Christopher Walken (amb el qual Ferrara ja havia rodat el 1990 la notable King of New York).
La música fou composta per Joe Delia, si bé en la banda sonora també s'escolten temes d'arxiu interpretats per Billie Holiday, Carlo Buti i Sonny Boy Williamson.

## Frases cèlebres
| « | "... No obstant això, vull venjar-me. Tots aquests savis catòlics diuen que tot el que fem, ho fem lliurement; però, a la vegada, diuen que necessitem la gràcia de Déu per a obrar rectament. Pensa-ho bé, Jean: si faig alguna cosa malament és perquè Déu no m'ha donat la gràcia necessària per a obrar bé. Res passa sense el seu permís, així que, si aquest món fa pudor, és culpa seua. Jo faig el que puc, amb el que ell m'ha donat. Més endavant, ja cremaré a l'Infern." (Christopher Walken interpretant el mafiós Ray Tempio) | » |

| « | Johnny Tempio: "Jo diria que la vida és força inútil sense pel·lícules, oi?" | » |

| « | Jean: "Són criminals i això no té res de romàntic." | » |

| « | Ray: "No tinc elecció i tu mai oblidaràs això." | » |

| « | Gaspare: "Ray! Vaig a dir-ho una vegada: no vaig tindre res a veure amb la mort del teu germà!" | » |

| « | Ray (parlant al cadàver de Johnny): "Et veus millor ara del que ho has fet mai, ho saps?" | » |

## Curiositats
- L'acció d'El funeral pràcticament arrenca quan el mafiós Johnny Tempio és tirotejat en sortir d'un cinema on es projecta una pel·lícula de gàngsters amb Humphrey Bogart, The Petrified Forest, que va dirigir Archie Mayo l'any 1936.[2]
- El 2009, La revista britànica de cinema Empire Magazine la va triar com la setzena pel·lícula de gàngsters més important de tota la història d'aquest gènere cinematogràfic.[4]

## Errades del film
- Quan Johnny és mort al seu taüt, els seus cabells, impecables i ben pentinats, semblen esbullar-se entre les diferents preses.[5]
- Johnny és mort al seu taüt, però s'estremeix quan algú li raspalla les celles.[5]

## Premis
- 1996: Festival Internacional de Cinema de Venècia (Premi Millor Actor de Repartiment: Chris Penn)[6]